# Бисер Бојане (1. сезона)
Прва сезона телевизијске серије Бисер Бојане емитовала се од 6. октобра до 24. октобра 2018. године на мрежи РТС 1. Прва сезона се састоји од 4 епизоде.

## Радња
"Бисер Бојане" је савремена, романтична акциона комедија. Прича почиње у Београду и у Трсту а завршава се на Ади Бојани где уз низ комичних ситуација, испреплитаних породичних прича, долазимо до разрешења љубавних проблема младог Ђорђа, лекара и љубитеља природе и птица и Лоле студенткиње, заљубљене у море и кајт, као и давно прекинутог односа оца и сина...
Док Лола безуспешно покушава да задобије пажњу Ђорђа, који је опседнут идејом да свога оца Николу, бившег робијаша "изведе на прави пут", њен отац Рајко (инспектор у Улцињу), коме је Никола животна опсесија као једини нерешен случај у његовој каријери, сазнаје са ким његова ћерка проводи време.
Ни Никола не гледа благонаклоно на дружење свог сина и ћерке главног полицијског полицијског инспектора...

## Улоге
| Глумац                  | Улога              |
| ----------------------- | ------------------ |
| Славен Дошло            | Ђорђе Поповић      |
| Милутин Мима Караџић    | Никола Поповић     |
| Вања Ненадић            | Лола               |
| Христина Поповић        | Сандра             |
| Андрија Милошевић       | Матија             |
| Дубравка Вукотић Дракић | Зорка              |
| Младен Нелевић          | Рајко              |
| Емир Ћатовић            | Ђовани             |
| Мирко Влаховић          | Шефкет             |
| Душан Ковачевић         | Мићун              |
| Ана Сакић               | инспекторка Мелина |
| Миодраг Крстовић        | Роки               |
| Оливера Бацић           | Бојана             |
| Андреа Мугоша           | Јована             |
| Момо Пићурић            | Рако               |
| Војислав Кривокапић     | Обрен              |
| Марија Лабудовић        | Софија             |
| Мира Бањац              | Емилија Поповић    |
| Енвер Петровци          | Професор Агрон     |
| Владимир Керкез         | Драго              |
| Ања Мит                 | сестра Ивана       |

## Епизоде
| Бр. еп. (укупно) | Бр. еп. (у сезони) | Наслов        | Редитељ       | Сценариста                           | Премијера         |
| --- | ------------------ | ------------- | ------------- | ------------------------------------ | ----------------- |
| 1 | 1                  | „Епизода 1.1” | Милан Караџић | Владимир Ђурђевић и Стеван Копривица | 6. октобар 2018.  |
| Прича почиње у Београду и у Трсту а завршава се на Ади Бојани где уз низ комичних ситуација, испреплитаних породичних прича, долазимо до разрешења љубавних проблема младог Ђорђа, лекара и љубитеља природе и птица и Лоле студенткиње, заљубљене у море и кајт, као и давно прекинутог односа оца и сина.. Док Лола безуспешно покушава да задобије пажњу Ђорђа, који је опседнут идејом да свога оца Николу, бившег робијаша "изведе на прави пут", њен отац Рајко (инспектор у Улцињу), коме је Никола животна опсесија као једини нерешен случај у његовој каријери, сазнаје са ким његова ћерка проводи време. Ни Никола не гледа благонаклоно на дружење свог сина и ћерке главног полицијског полицијског инспектора... |                    |               |               |                                      |                   |
| 2 | 2                  | „Епизода 1.2” | Милан Караџић | Владимир Ђурђевић и Стеван Копривица | 13. октобар 2018. |
| Никола се, из затвора у Трсту, вратио у Црну Гору. Николу очекује "врућ" дочек полиције и бивших партнера заинтересованих за дијаманте. Бивши партнери су сумњичави према Николиној резервисаности када је реч о криминалним пословима, Никола је спреман за надмудривања са криминалцима и полицијом, али не и на виђење са сином Ђорђем, након двадесетпет година. Са друге стране Ђорђе, који очекује сусрет са оцем, улази у романсу са Лолом, кћерком полицијског инспектора из Улциња. |                    |               |               |                                      |                   |
| 3 | 3                  | „Епизода 1.3” | Милан Караџић | Владимир Ђурђевић и Стеван Копривица | 20. октобар 2018. |
| Никола је изашао из затвора и на Ади Бојани сретне сина, Ђорђа, којег није видео двадесетпет година. Ђорђу се допада Лола, ћерка локалног полицијског инспектора који као своју животну мисију има обавезу да ухвати Николу у криминалној акцији. С друге стране, Матија, син бившег Николиког партнера, на све начине покушава да дође до дијаманата за које је уверен да их је Никола после пљачке недгде сакрио. Матија шаље Николи девојку да би из прве руке сазнала све о Николиним кретањима и намерама. |                    |               |               |                                      |                   |
| 4 | 4                  | „Епизода 1.4” | Милан Караџић | Владимир Ђурђевић и Стеван Копривица | 27. октобар 2018. |
| Улцињски полицијски инспектор Рајко на све начине покушава да ухвати Николу за којег је уверен да негде крије украдене дијаманте. Матија, син бившег Николиног партнера, на све начине покушава да дође до тих дијаманата и киднапује Николиног сина, Ђорђа. Пред Николом је сада велика дилема - како да спаси сина и ослободи се притиска који над њим праве криминалци. За све то време одвија се романса између Ђорђа и Лоле, кћерке инспектора Рајка. |                    |               |               |                                      |                   |